# Étienne Bézout

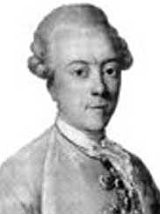
Étienne Bézout

Étienne Bézout (ur. 31 marca 1730 w Nemours, zm. 27 września 1783 w Basses-Loges k. Fontainebleau) – francuski matematyk.

## Życiorys
Bézout zajmował się głównie algebrą, a zwłaszcza metodami rozwiązywania układów równań algebraicznych każdego stopnia. Był autorem podręczników do nauki matematyki, precyzyjnych, o wysokim stopniu przystępności. Sześć tomów Kursu matematyki autorstwa Bézouta było przez wiele lat podstawowym podręcznikiem na Uniwersytecie Harvarda w Stanach Zjednoczonych.
Jego imieniem zostało nazwane twierdzenie o podzielności wielomianu przez dwumian, mówiące, że jeśli liczba {\displaystyle a} jest pierwiastkiem wielomianu {\displaystyle W(x),} to wielomian {\displaystyle W(x)} jest podzielny przez dwumian {\displaystyle (x-a),} czyli, inaczej mówiąc, istnieje taki wielomian {\displaystyle P(x),} że {\displaystyle W(x)=(x-a)\cdot P(x).} Twierdzenie to znane było jednak dużo wcześniej.
Bézout udowodnił sformułowane przez Colina Maclaurina twierdzenie o liczbie punktów przecięcia dwóch krzywych algebraicznych.